# Fredrik Pettersson (politiker)

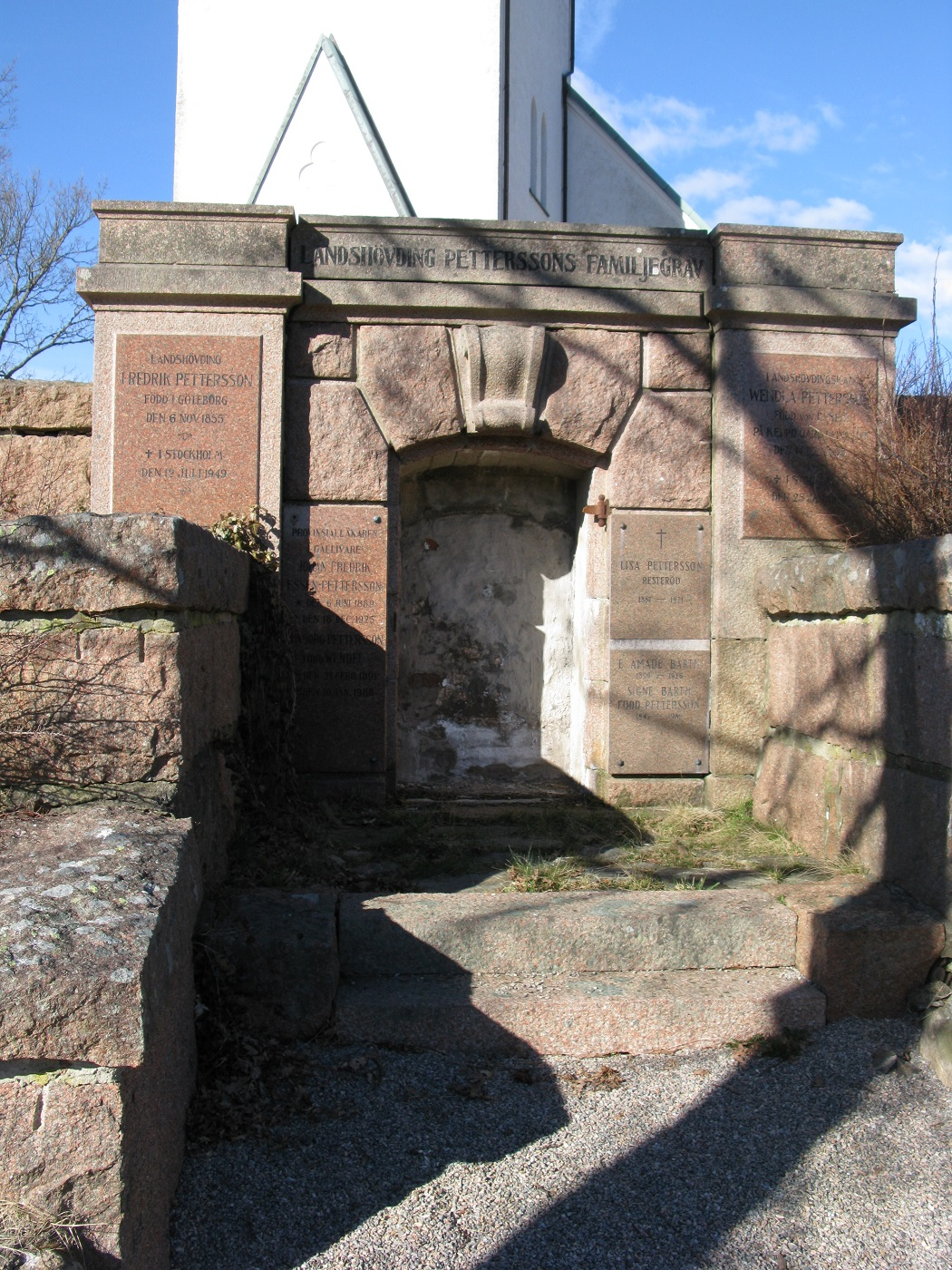
Fredrik Emil Petterssons familjegrav.

Fredrik Emil Pettersson (i riksdagen kallad Pettersson i Uddevalla och senare Pettersson i Jönköping), född 6 november 1855 i Göteborgs domkyrkoförsamling, död 12 juli 1949 i Bromma församling, Stockholms stad, var en svensk militär och politiker. Han var under åren 1906–1922 landshövding i Jönköpings län.

## Biografi
Pettersson blev 1876 underlöjtnant vid Bohusläns regemente, där han 1885 avancerade till löjtnant och 1895 kapten. Han lämnade 1898 krigstjänsten för att ägna sig åt kommunala uppdrag och skötseln av sin egendom Emaus utanför Uddevalla.
Pettersson var ledamot av Göteborgs och Bohus läns landsting 1894–1901 och 1905–06 samt dess vice ordförande 1898. Han innehade också 1897–1906 samma post i länets hushållningssällskap. Åren 1891–1907 var han ledamot av riksdagens första kammare, invald av Göteborgs och Bohus läns valkrets, där han räknades till den mera moderata delen av den protektionistiska majoriteten. Som ledamot av statsutskottet 1896–1906, var Pettersson också statsrevisor i sex år, varav två år som ordförande. Vid båda riksdagarna 1905 var han ledamot av särskilda utskottet för behandling av unionsförhållandena.
Pettersson var även ledamot av åtskilliga kommittéer, bland annat befästningskommittén 1897, kommittén för sammanslagning av post- och telegrafverken 1899–1900 och löneregleringskommittén 1902 samt var ordförande i 1909 års fögderiförvaltningskommitté. År 1906 utnämndes han till landshövding i Jönköpings län. Han valdes 1908 av detta läns landsting till ledamot av första kammaren, men avsade sig uppdraget redan 1909.
Pettersson, som var ordförande i Svenska mosskulturföreningen, var från 1905 ledamot av Lantbruksakademien.

### Familj
Fredrik Petterssons föräldrar var grosshandlaren Johan Fredrik Petersson och dennes hustru Emelie Leontine, född Borgman. Han var bror till havsforskaren och kemisten Otto Pettersson. Han gifte sig 1883 med Vendla Kristina von Essen (1853–1919), dotter till bruksägaren Otto von Essen och Anna Kristina Snellman. Han fick fyra barn: Aina Hamilton (född 1884), Anna Elisa Pettersson (född 1887), Johan Fredrik Pettersson (född 1889),  samt konstnären Signe Barth (född 1895).

### Grav
Fredrik Emil Pettersson är begravd i familjegraven på Ljungs nya kyrkogård i Ljungskile församling.